# Bié (provincie)
Bié is een van de achttien provincies van Angola en is centraal gelegen in dat land. Tot 1971 vormde Bié een geheel met de in het zuiden aangrenzende provincie Cuando Cubango die Bié-Cuando Cubango heette.

## Gemeenten
- Andulo
- Nharea
- Cunhinga
- Chinguar
- Chitembo

- Kuito
- Catabola
- Camacupa
- Cuemba

## Economie
De landbouw in de provincie Bié brengt voornamelijk rijst, bonen, maïs, sisal, citrusvruchten, bananen en koffie op.
Onder de bodemrijkdommen zijn kaolien, ijzer, magnesium, diamant en radioactieve mineralen te vinden.